# Kloster Strade

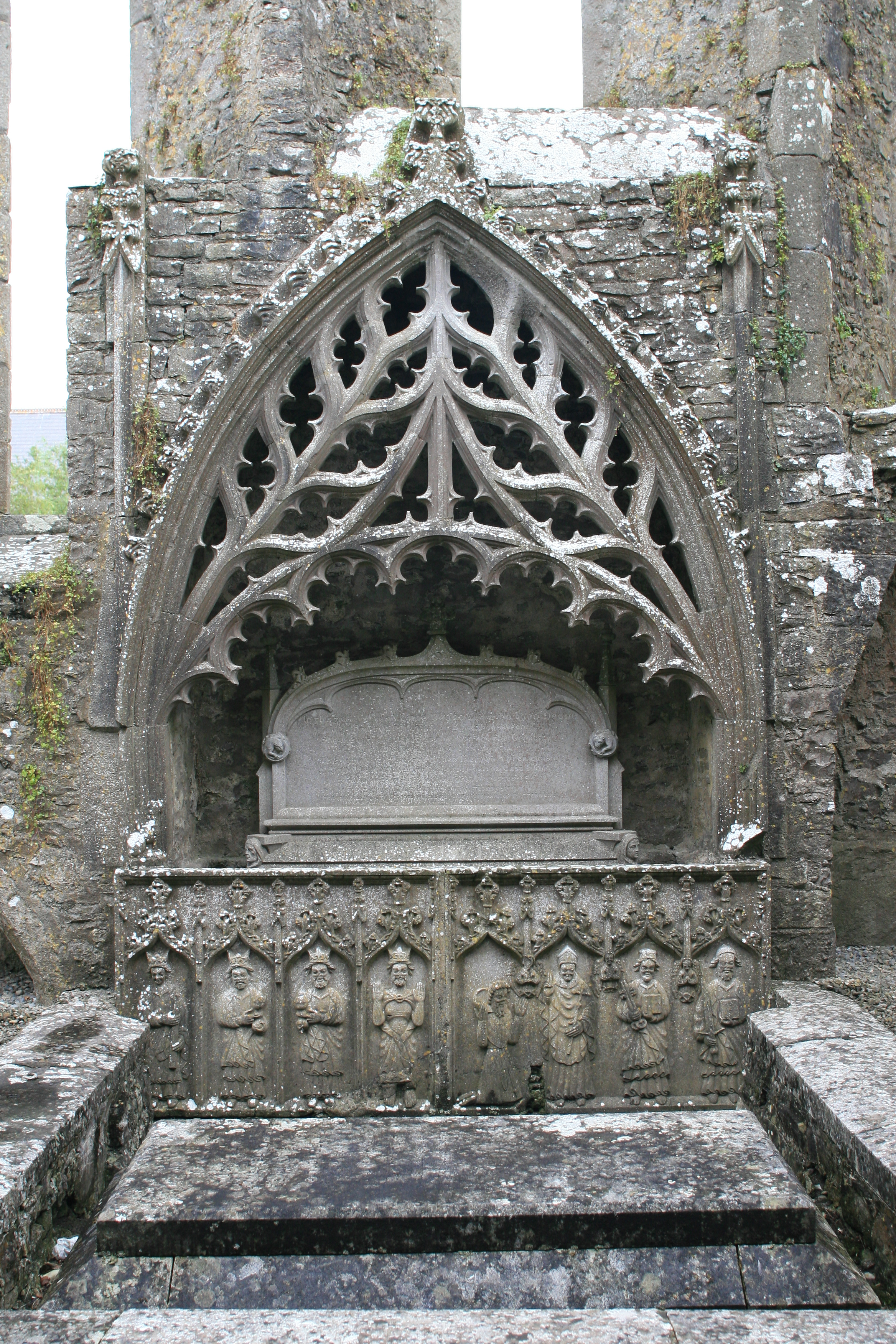
Das Kloster Strade ist insbesondere für die kunstvollen gotischen Skulpturen aus der Mitte des 15. Jahrhunderts bekannt.

Das Kloster Strade (irisch Mainistir na Sráide, englisch Strade Friary) wurde von Jordan de Exeter oder seinem Sohn Stephen als Priorat der Dominikaner gegründet und dem heiligen Kreuz geweiht. Es liegt in der Diözese Achonry auf dem heutigen Gebiet des County Mayo. Die Dominikaner begannen mit der Besiedlung 1253, als Gründungsjahr wird 1254 genannt. Das Kloster wurde im Rahmen der Auflösung der englischen Klöster während der Reformation aufgehoben und 1578 an James Garvey überlassen.

## Geschichte
Die Gründung erfolgte aufgrund einer Bitte von Basilia, Frau des Stephen de Exeter und Tochter von Miler de Bermingham. Das für das Kloster ausgesuchte Gelände wurde zunächst von Franziskanern genutzt, wie Aufzeichnungen der Diözese Achonry belegen. Das Priorat der Dominikaner in Athenry war 1241 durch die Familie de Bermingham gegründet worden, und Basilia bestand darauf, dass die Dominikaner auch nach Strade kommen. Sie setzte ihren Willen durch, so ist es überliefert, als sie auf einem Bankett erklärte, auf Essen und Trinken solange zu verzichten, bis ihr Mann Stephen de Exeter nachgab. Ein 1246 geborener Stephen de Exeter, offenbar ein Sohn des gleichnamigen Ehemanns von Basilia, nahm den Habit der Dominikaner 1263 an.
1254 wurde das Kloster niedergebrannt. 1434 erhielt die Gemeinschaft die Genehmigung, das Kloster zu restaurieren.
Nach der Aufhebung des Klosters im Rahmen der Reformation hatte das Kloster wohl zwischen sechs und neun Mönche. 1578 wurde das Kloster James Garvey und 1588 Patrick Barnwell überlassen. 1595 wurden einige dem Kloster gehörende Ländereien Edmond Barrett gegeben. Aber bereits vor der Überlassung war das Kloster offenbar bereits verwaist, weil es in einem 1558 für das Generalkapitel in Rom angefertigten Bericht von David Brown, Provinzial der Dominikaner in Irland, mit genannt wird in der Liste der entweihten oder verfallenen Häuser. Eine Aufstellung der kirchlichen Besitztümer in der Diözese Achonry, die irgendwann in der Amtszeit des Bischofs Eugene O’Hart (1562–1603) angefertigt wurde, listet für Strade vier Ländereien in der Umgebung von Strade und eine in Ballinamore auf.

## Architektur

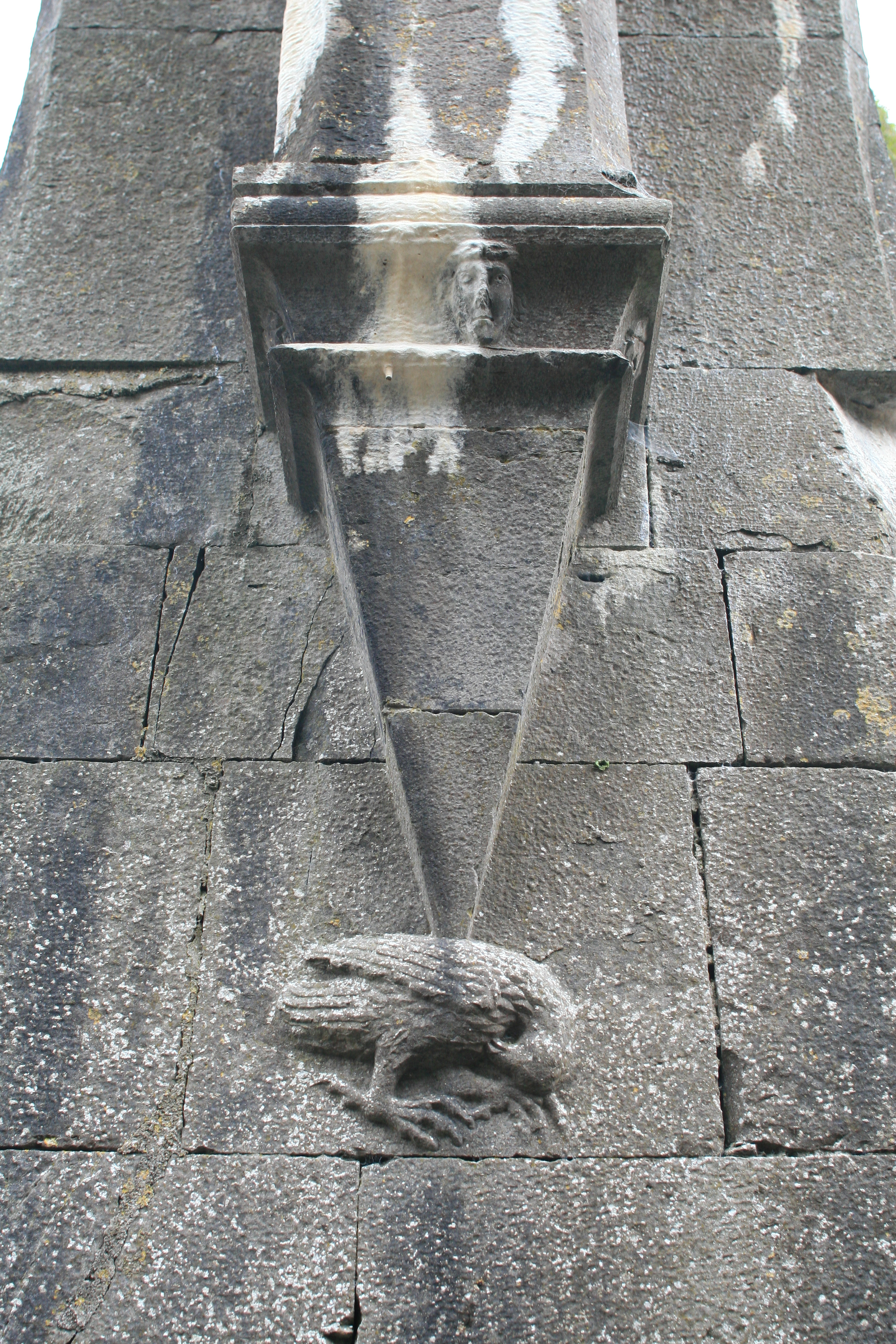
In der Zeit von 1440–1450 geschaffenes Relief eines Pelikans unterhalb des Kragsteins, der den nördlichen Abschnitt des Bogens zwischen dem Kirchenschiff und dem Chor unterstützt.

Der aus dem 13. Jahrhundert stammende Chor mit seinen sechs schmalen hochgezogenen Fenstern in der Nordwand gehört zu den ältesten noch erhaltenen Teilen des Klosters. Das Kirchenschiff und die besonders kunstfertigen Skulpturen und Steinmetzarbeiten sind der 1434 beginnenden Bauperiode zuzurechnen. Es bestand schon seit der ersten Bauphase im 13. Jahrhundert aus einem Hauptschiff und einem nördlichen Seitenschiff. Durch den Verlust vieler Mauerkronen ist aber der genaue Querschnitt (Pseudobasilika oder vielleicht Hallenkirche) nicht mehr festzustellen.
Insbesondere hervorzuheben ist eine Grabnische in der Südwand des Chors. Unten befinden sich acht Tafeln, deren Begrenzungen nach oben hin in geschwungener Form spitz aufeinander zulaufen und darüber mit Blattornamenten versehen sind. Von den dargestellten Figuren sind vier gekrönt. Eine davon ist Jesus, der an seinen fünf Wunden zu erkennen ist. In der siebten Tafel ist Simon Petrus mit seinem Schlüssel.
Der Bogen unterhalb des nicht mehr erhaltenen Turms, der den Chor von dem Kirchenschiff trennt, endet mit seinen beiden Pfeilern an zwei Kragsteinen, die jeweils mit einem kunstvollen Relief abgeschlossen sind. Auf der nördlichen Seite ist ein Pelikan zu sehen, der sein Gefieder putzt, und auf der südlichen Seite ein Adler, der dabei ist, eine Schlange zu erbeuten. Wegen der ungewöhnlichen Ähnlichkeit zu Arbeiten bei der Heiligkreuz-Abtei der Zisterzienser wird davon ausgegangen, dass in beiden Fällen derselbe Künstler gearbeitet hat oder in Strade ein Schüler des Meisters der Heiligkreuz-Abtei tätig war. Das Motiv des Adlers und der Schlange am Eingang zum Chor könnte die Mönche an das Opfer Christi und seine Auferstehung in der Eucharistie erinnert haben.